# بين كلاكستون
بين كلاكستون (بالإنجليزية: Ben Claxton)‏ هو لاعب كرة قدم أمريكية أمريكي، ولد في 30 يوليو 1980 في دبلن في الولايات المتحدة.

## وصلات خارجية
- بين كلاكستون على موقع مرجع كرة القدم المحترفة.كوم (الإنجليزية)